# Ramal al Dique Florentino Ameghino
Ramal al Dique Florentino Ameghino era una derivación vial del Ferrocarril Central del Chubut hacia inmediaciones de la zona de construcción del Dique Florentino Ameghino. El ramal fue unos de los pocos que tenía un único objetivo definido: la construcción de la represa. Por lo tanto, el ferrocarril tuvo en la tarea crucial de transportar gran parte del personal y materiales desde el valle inferior del río Chubut con la zona del Dique.
Por su tamaño y movimientos generados fue el segundo ramal subsidiario en importancia del Ferrocarril Central del Chubut, tras el ramal a Playa Unión. 

## Toponimia
Su nombre deriva de la obra local de ingeniera Dique Florentino Ameghino; que su vez es un homenaje al celebre naturalista Florentino Ameghino.

## Datos Geográficos
El ramal y todos sus puntos se enclavaron en una extensa planicie aluvial que finaliza abruptamente contra extensas formaciones rocosas basálticas. La abrupta interrupción de las montañas impidió que el ramal y su estación se emplazaran más en dirección al dique y la villa dado su irregular conformación de terreno. Además, el ferrocarril debió recorrer un ambiente árido en el que se desarrolla una somera formación vegetal de estepa.

## Historia

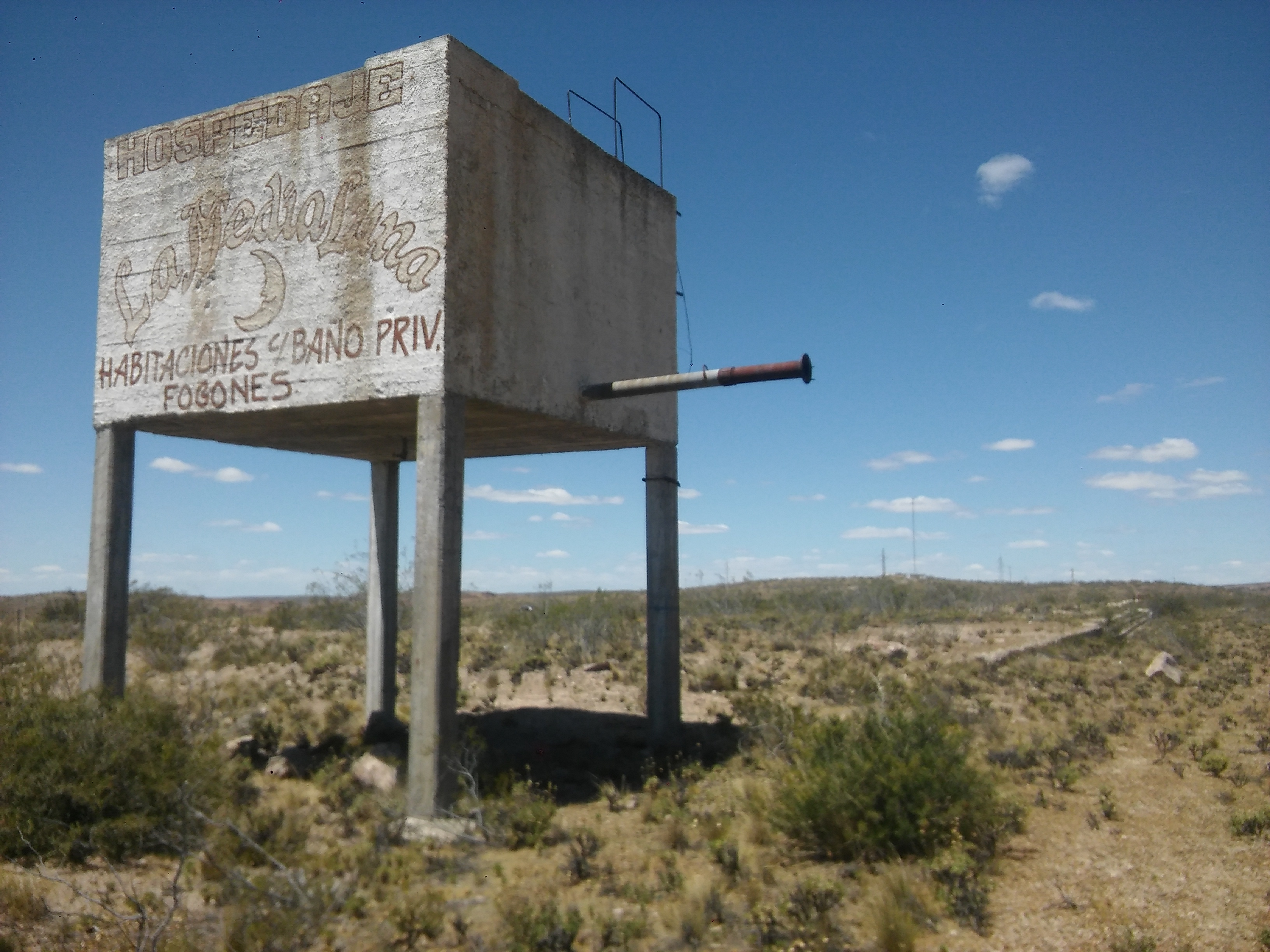
Restos del andén y playa de maniobras de la estación. Sin su edificio de chapa y con el tanque de cemento intacto con el surtidor para locomotoras

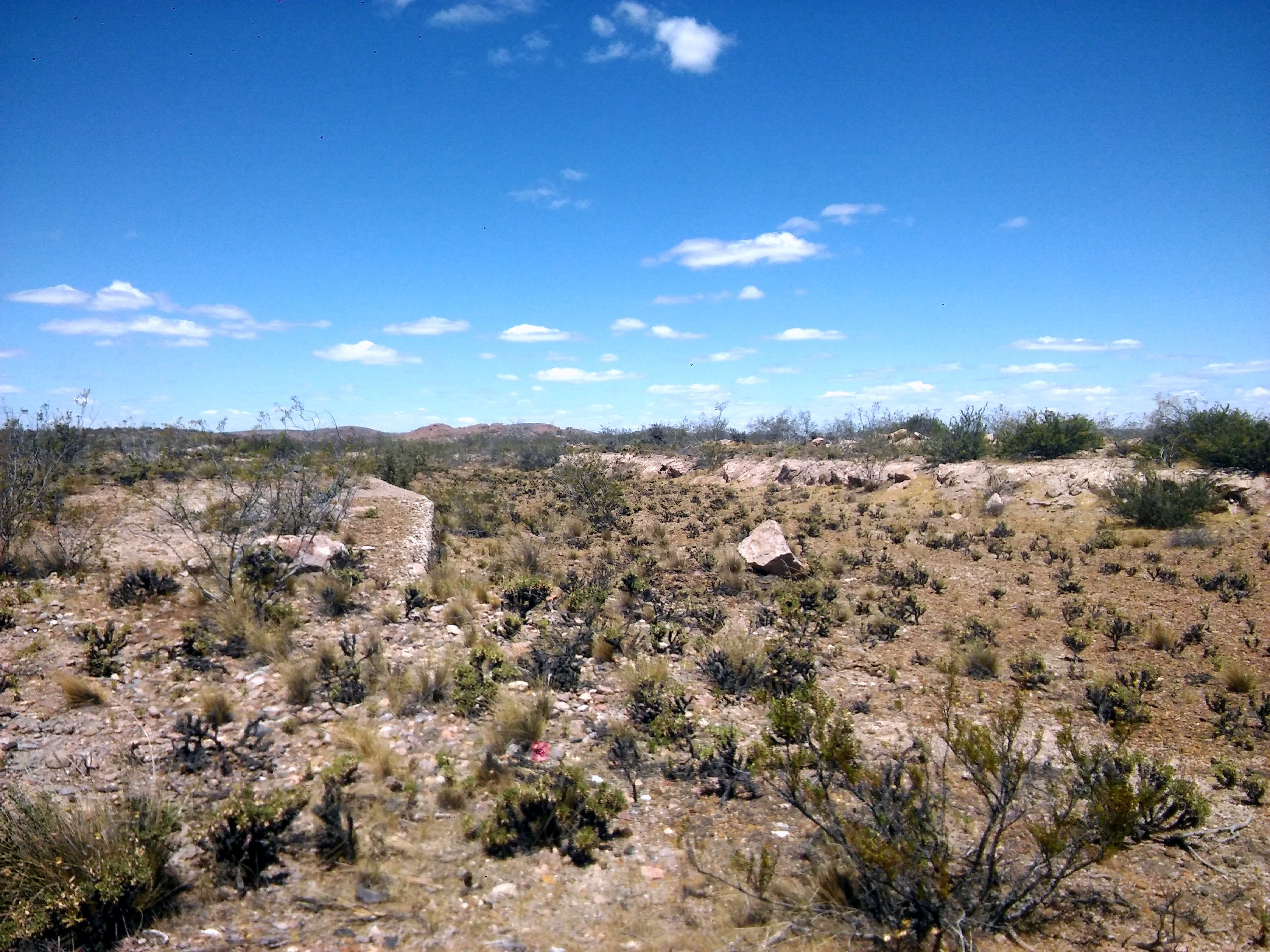
La extensa playa de maniobras de la estación Dique hoy invadida por la vegetación.

Los inicio de la obra del dique en 1951 marcó el inicio de la actividad del ramal, pero este había sido terminado en 1945. El ramal al haber operado en los últimos años de vida del FCCH dejó pocos registros. No obstante, durante su corta existencia posibilitó que el FCCH se revitalizara con cargas y movimientos de pasajeros significativos hasta su cierre. Su existencia y la del ramal alcanzó a ser registrada solo en algunos informes de los últimos años de actividad del ferrocarril. Uno de estos relata un contingente de 500 obreros con sus familias en la naciente villa y transporte de 1.500 toneladas mensuales de cemento. Otro de 1958 describe al ramal como un desvío particular para Dirección Nacional Agua y Energía Eléctrica (ENDE). "Habilitado únicamente para el recibo y despacho de cargas por vagón completo". Además, en el mismo informe por primera vez el Ramal a Dique F. Ameghino. El mismo se iniciaba a poca distancia de la estación Las Chapas a la altura del kilómetro 184.3 y proseguía hasta 10.5 kilómetros hasta el kilómetro 194.5. En este último punto se ubicó la estación Km 10 que aludió a la distancia del ramal y que después fue llamada Dique Florentino Ameghino. En cuanto ala única estación del rama el informe la clasifica como embocadero: "habilitado únicamente para subir y bajar pasajeros. El equipaje que no sea bulto de mano, deberá ser cargado o descargado, según el caso, por el interesado directamente en el furgón. En cuanto a las cargas "se emite guía, con indicación del embarcadero, a o de Las Chapas y recibe y despacha cargas por vagón completo únicamente". Para desarrollar sus tareas contaba con una toma de agua al dique y una gran galpón de cargas.
Tras la clausura del 28 de octubre de 1961 el ramal cesó junto al Ferrocarril Central del Chubut sus actividades en forma definitiva. Tiempo después del cierre, una de las máquinas Orenstein y Kopel con esquema de ruedas 0-4-0T (número de fábrica 12861 de 1936) que operó en sus vías fue transferida al museo Regional en Trelew donde aun es exhibida. Asimismo, las instalaciones fueron levantadas algunos años más luego del cierre. Sin embargo, aun persisten el andén, su playa de maniobras y el tanque de agua de la misma. Todos son observables ya que prevalecen al costado de la ruta provincial 31. No obstante, fue desmantelado el edificio de chapa y sus vías y todo su material rodante.

## Infraestructura
El ferrocarril llegaba con su clásica trocha angosta hasta la zona cercana al dique ubicada antes del ingreso a al villa. Sin embargo, para llegar a la costa del río donde se desarrolló el dique, se necesitó la ayuda de un funicular. El mismo corría con un sistema de trocha 0.60 centímetros Decauville la abrupta geografía. Hoy quedan rastros del sistema que uso una trocha ancha en la zona conocida como la escalera y una máquina está exhibida en la estación Trelew.  

## Funcionamiento
Un análisis de itinerarios, guías e informes omiten a este ramal a lo largo del tiempo. Inclusive, no figuró en la seguidilla que tuvieron los itinerarios de 1945, 1946 y 1948 pese a haber estado concluido en 1945. Esto parece indicar que la omisión se debió a que solo entró en funcionamiento una vez arrancaran las obras del dique en 1951. Sin embargo, para el último informe de horarios de noviembre de 1955 se comunicó solo estado de los servicios de pasajeros sin atender a las cargas; que era el eje principal del ramal. En cuanto al uso el informe de 1958 aclara las cargas fueron el fuerte. Además, se aclara que el ramal disponía de trenes mixtos para trasladar pasajeros hacia las obras del dique que en su mayoría eran trabajadores de la obra.

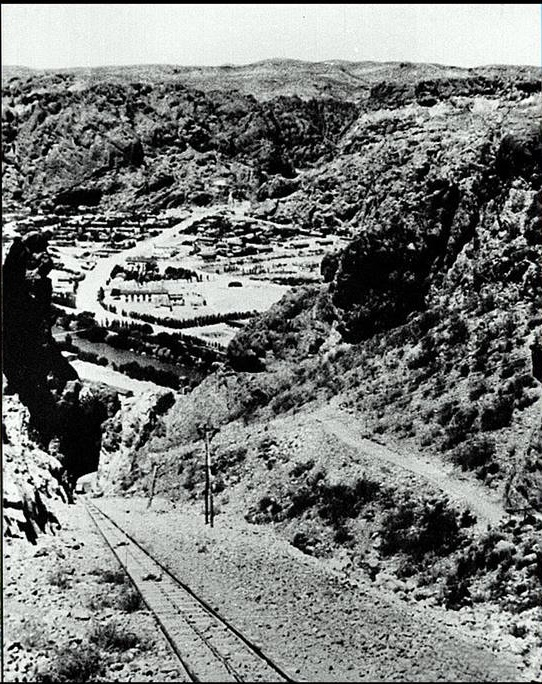
Funicular en el tiempo de la construcción del dique Florentino Ameghino. El ramal provisorio de trocha 75cm desde la línea principal del FCCC acercaba por la meseta detrás del fotógrafo. Está detrás el cabo rocoso a la derecha el embalse mismo. Se conjetura que el funicular era de trocha 60cm y asociado con las operaciones de Grun y Bilfinger.